# 우의목
우의목(羽衣木, 학명: Grevillea robusta 그레빌레아 로부스타[*])은 프로테아과에 속하는 식물의 하나이다. 영칭과는 다르게 참나무는 아니다. 그레빌레아속의 나무들 중 가장 큰 종이다. 오스트레일리아의 동부 연안이 원산이며, 강기슭, 아열대림, 건우림 환경에서 자란다.

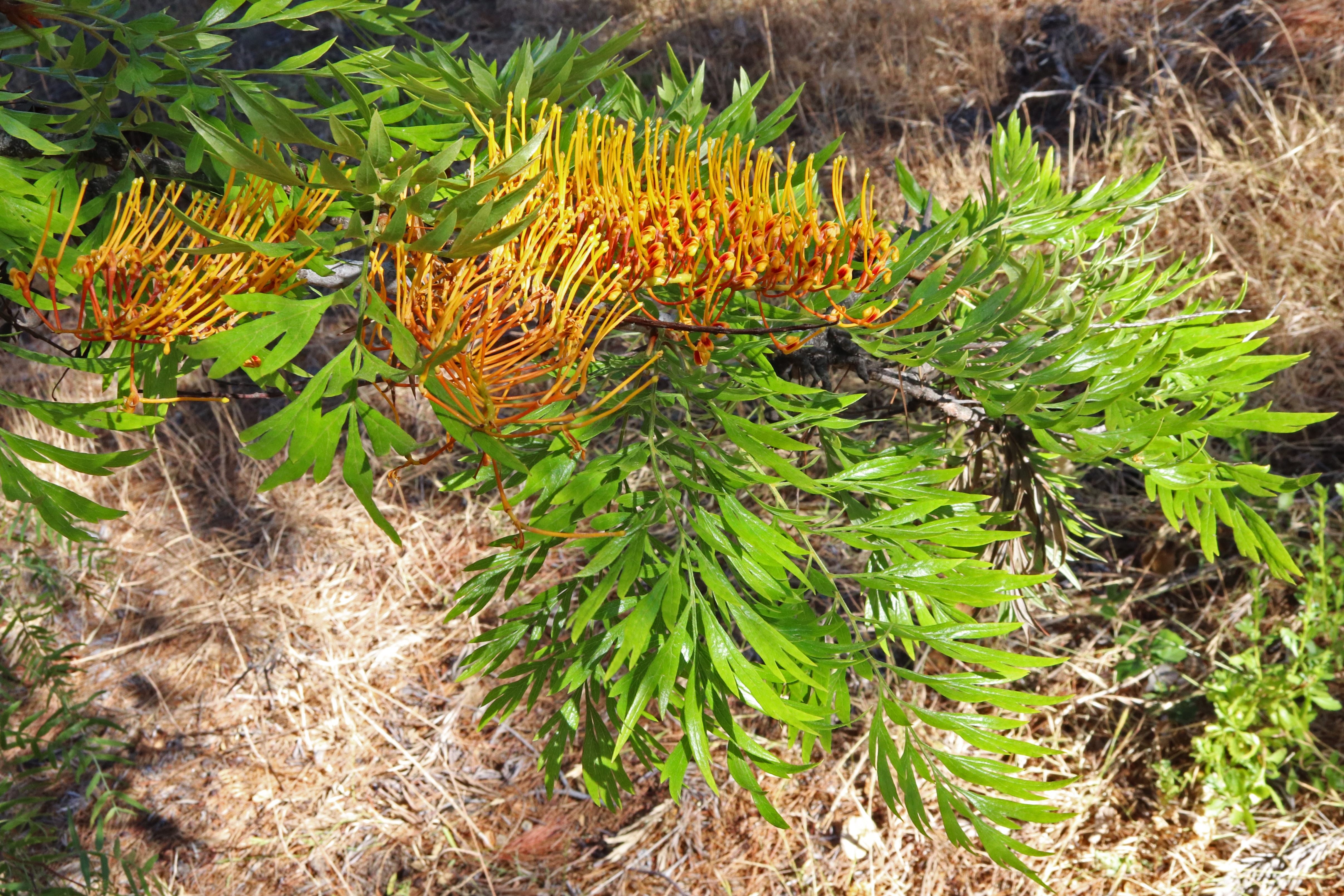
잎과 꽃

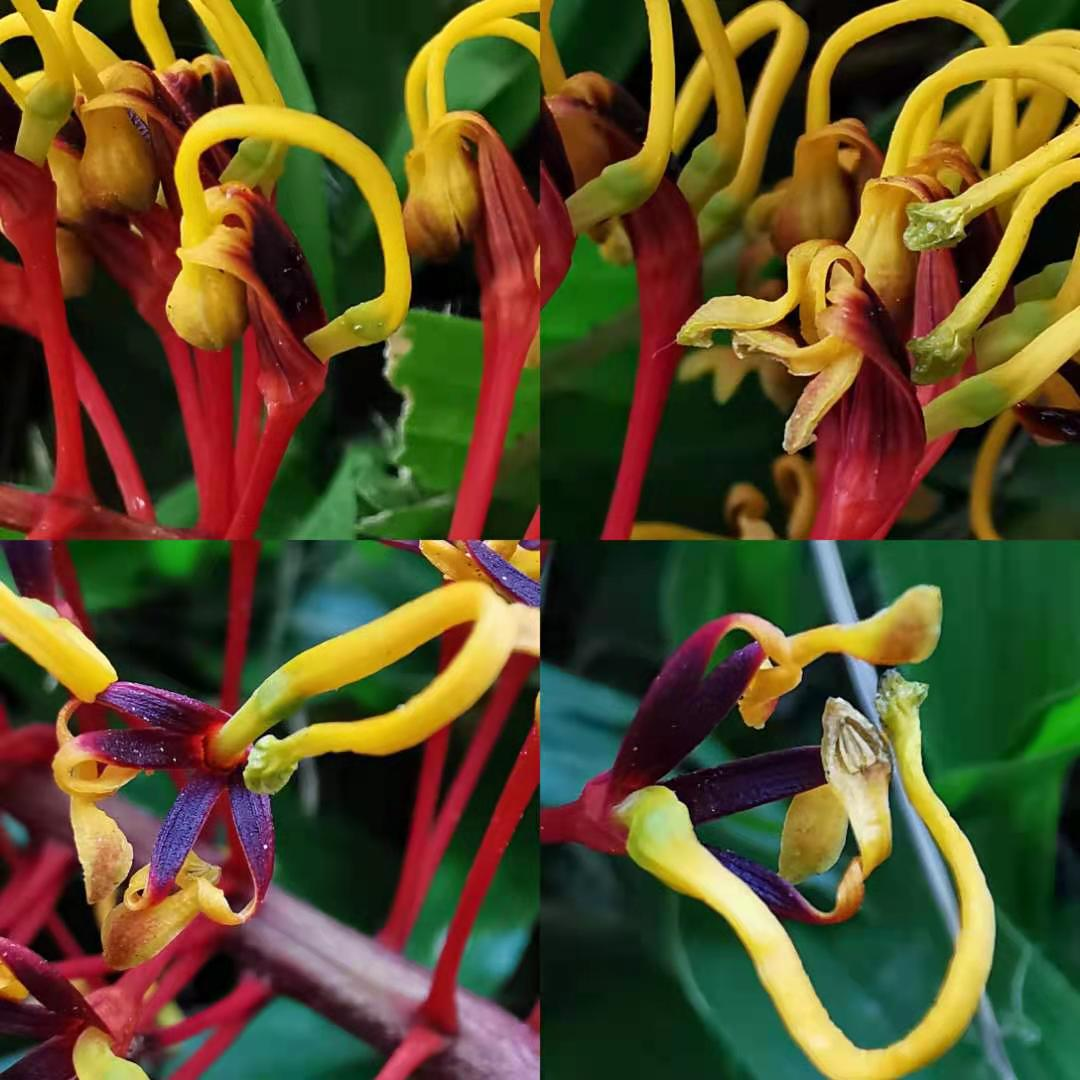
수술과 암술

## 특징
우의목은 단 한 개의 원줄기를 가지는 속성상록수로 5–40 m (20–100 ft) 높이까지 자란다. 나무껍질은 암회색이며 주름 져 있다. 잎은 고사리 잎을 닮았으며, 길이 10–34 cm (4–10 in), 너비9–15 cm (4–6 in)이며 11~31개의 작은잎(小葉)으로 나뉘어 있다. 각 작은잎은 때로는 최대 4개로 나뉘며, 선형에서 좁은 삼각형까지 다양하다. 꽃이 피기 직전에 많은 잎이 떨어진다.
꽃은 한쪽으로 칫솔 모양으로 모여 늘어서며 때로는 가지가 12–15 cm (5–6 in) 길이로 갈라지기도 한다. 각 꽃의 심피는 길이 21–28 mm (0.8–1 in)의 자루가 달린다. 꽃에는 털이 없으며 대부분 노르스름한 주황빛, 또는 가끔씩 붉은빛을 띠기도 한다. 9월~11월에 꽃이 피고 이후에 맺히는 열매는 털이 없는 골돌과(蓇葖果, 또는 열과)이다.

## 분류와 명명
우의목은 공식적으로는 로버트 브라운(Robert Brown)이 1830년에 최초로 기재하였으며 이후 앨런 커닝엄(Allan Cunningham)이 미공개 논문을 작성했다. 모식표본은 커닝엄이 1827년 모레톤 만의 동부 끝에서 채집한 것이었다. 브라운의 논문이 <뉴홀란드 식물상의 전조에 대한 첫 보충자료> (Supplementum primum Prodromi florae Novae Hollandiae)에 게재되었다.
종소명 robusta는 라틴어로 '참나무처럼 강하다' 또는 '강건하다'는 의미를 가진다.

## 분포와 서식지
우의목은 자연에서 퀸즐랜드 남부와 뉴사우스웨일즈의 해안지대와 산간지방에서 자라나며, 멀게는 코프스 하버 남쪽에 있는 아열대림, 건우림 및 습윤림에 서식한다. 현재 자연 서식지는 비교적 적지만 여기저기 널리 식재되었다. 오스트레일리아의 노퍽섬, 로드하우섬, 애서튼테이블랜드를 포함한 많은 곳에서 야생화되었으며, 남아프리카, 뉴질랜드, 하와이, 프랑스령 폴리네시아, 심지어 자메이카 및 플로리다 등 오세아니아 이외의 지역에서도 자생하고 있다. 뉴사우스웨일즈 및 빅토리아의 일부 지역에서는 잡목으로 간주하며, 하와이와 남아프리카에서는 외래침입종으로 취급한다.

## 쓰임새
알루미늄이 등장하기 전에는 목재부후에 강하여 겉창문 제조업에 이 나무의 목재가 널리 사용되었다. 이 목재는 가구, 캐비닛, 울타리 제조에 사용되었다. 그러나 우의목의 개체수가 감소함에 따라 벌목을 제한시켰다.

## 재배
어릴 때에는 밝은 그늘에서도 관엽식물로 키울 수 있지만 따뜻한 지역에서 키우는 것이 최적이기 때문에 해가 완전히 드러난 곳을 선호한다. 어린 나무의 경우 바깥에 심게 되면 밤에 생기는 서리에 대한 보호 조처가 필요하다. 일단 심으면 더 굳세어지고 −8 °C (18 °F) 이하의 온도에서도 견딜 수 있다. 자주 물을 줄 필요는 없으며 건조에 상당히 강하다. 덤불류 근처에 심을 때에는 생장 범위를 침범해 방해받을 가능성이 있으므로 주의가 필요하다.
우의목은 종종 재배하기 까다로운 다른 그레빌레아속 나무를 접목시키는데 사용된다. 중국 남서부의 쿤밍시 전역에 심어 가로수길을 형성시키고 있기도 하다.
우의목은 남아프리카의 나무농장에서 재배되는데 혼농임업 체계에 맞추어 옥수수 옆에 심어두기도 한다.
영국에서의 경우, 왕립원예협회에서 주는 정원공로상을 받은 적이 있다.

## 독성과 알레르기 반응
꽃과 열매에는 시안화수소가 함유되어 있다. 우의목에 함유된 트리데실레조르시놀은 접촉 피부염의 원인이 된다.

## 사진첩

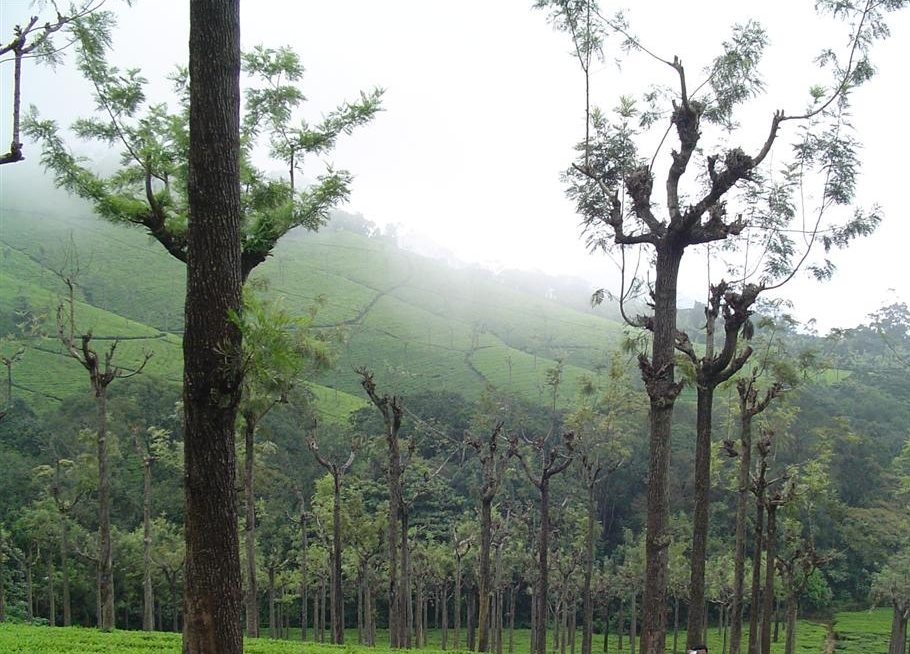
나무농장에 식재된 우의목
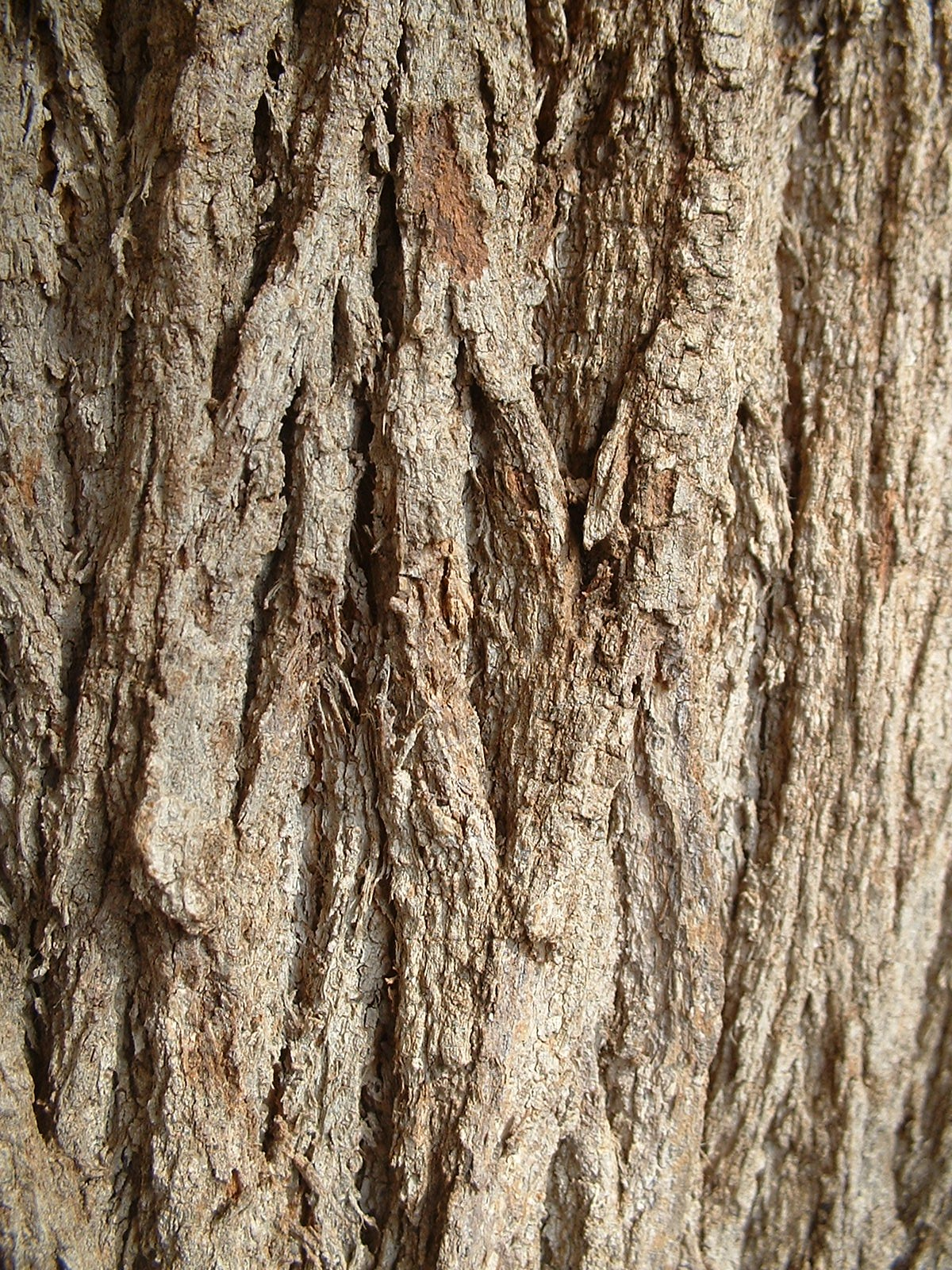
줄기의 나무껍질
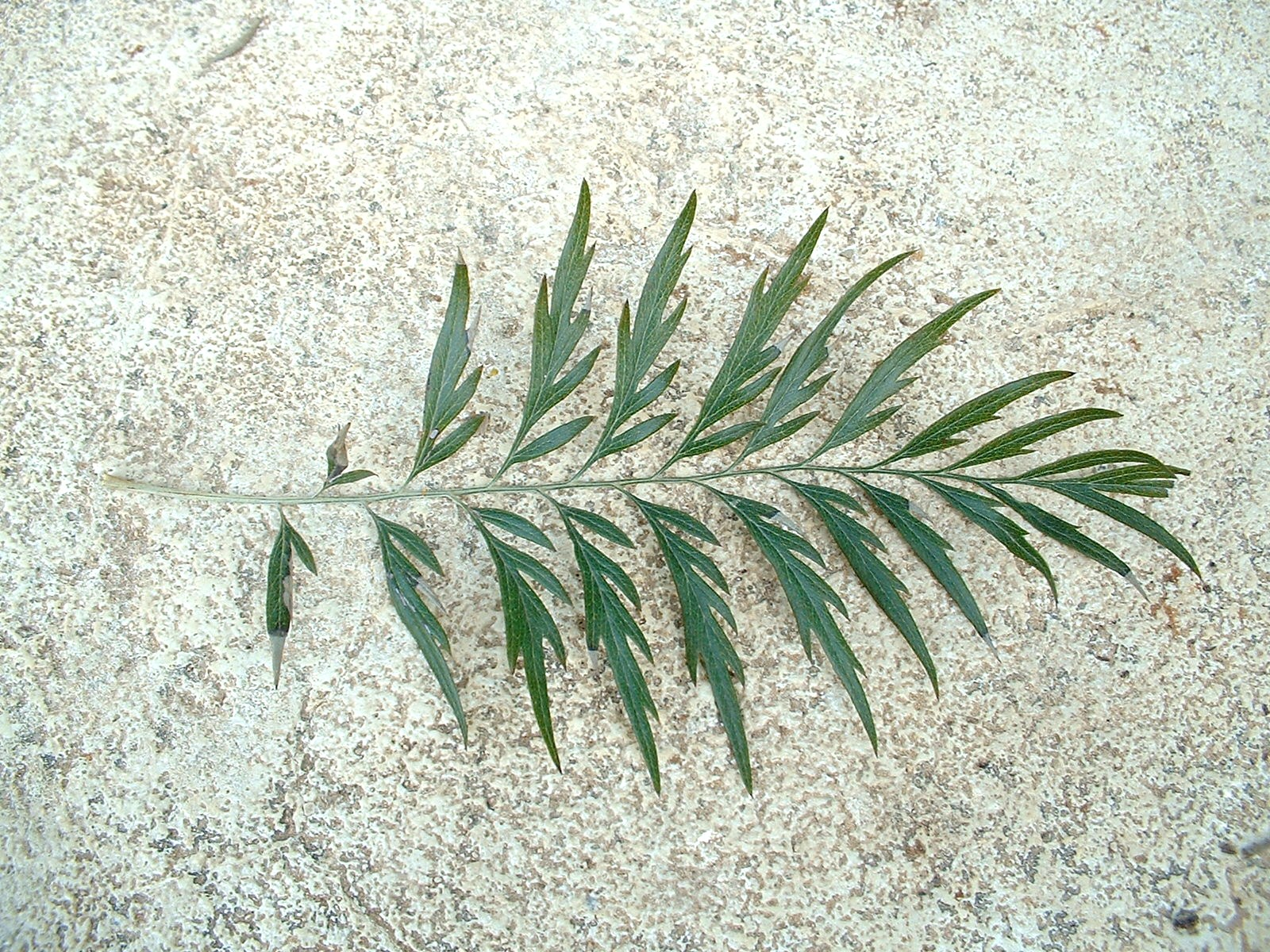
잎
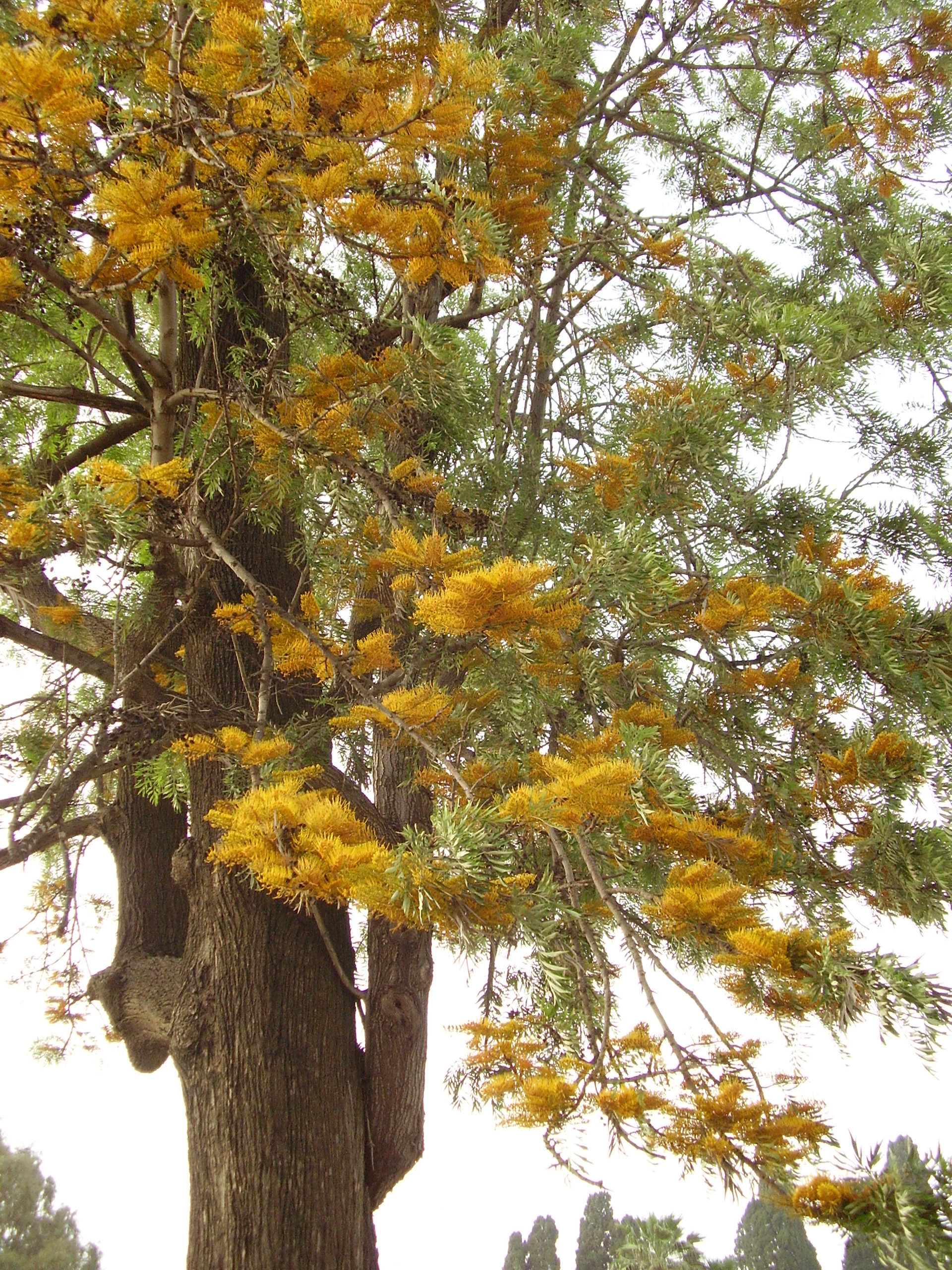
꽃이 핀 가지
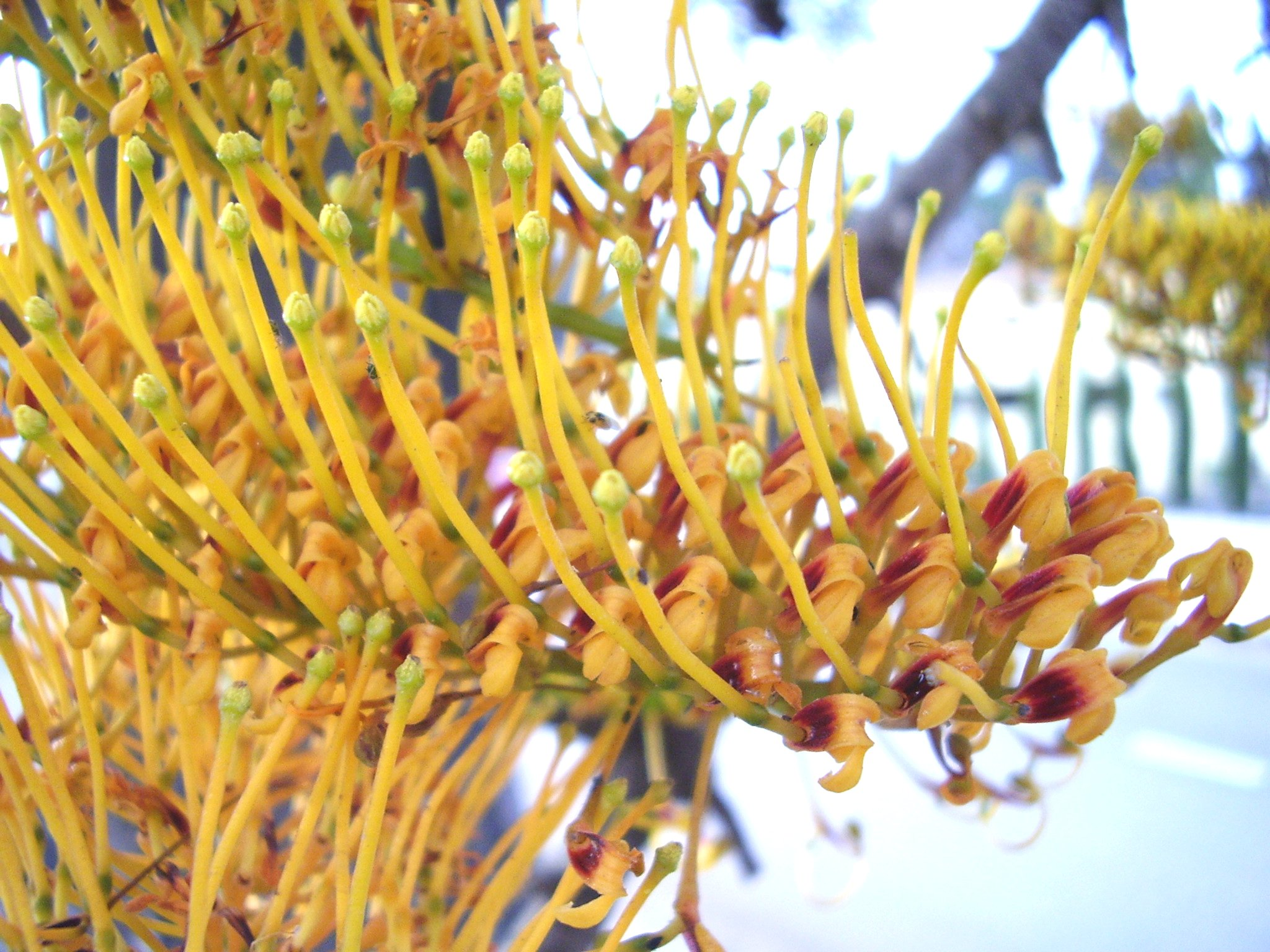
꽃들
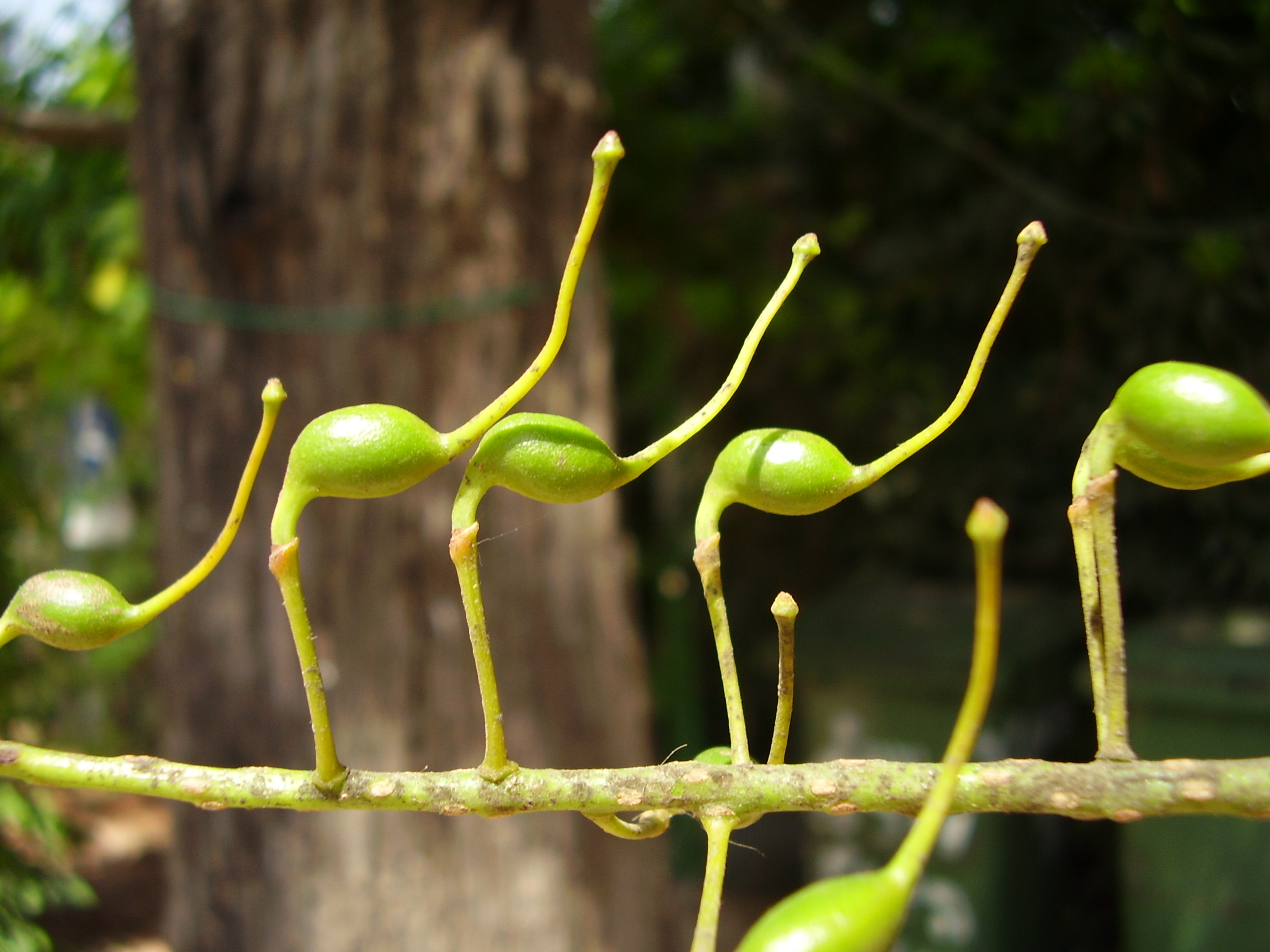
덜 익은 씨앗 꼬투리
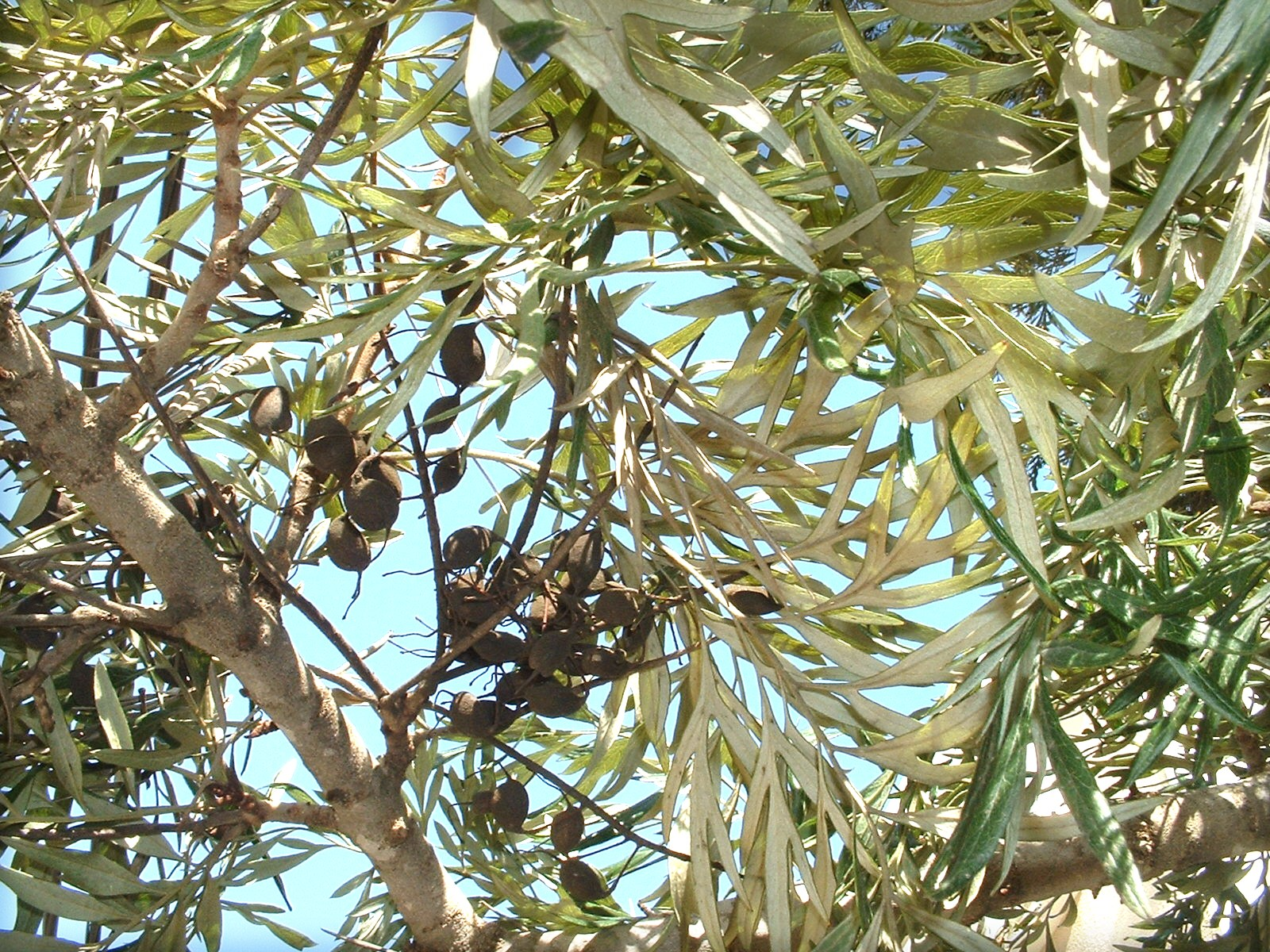
잎들과 마른 씨앗 꼬투리
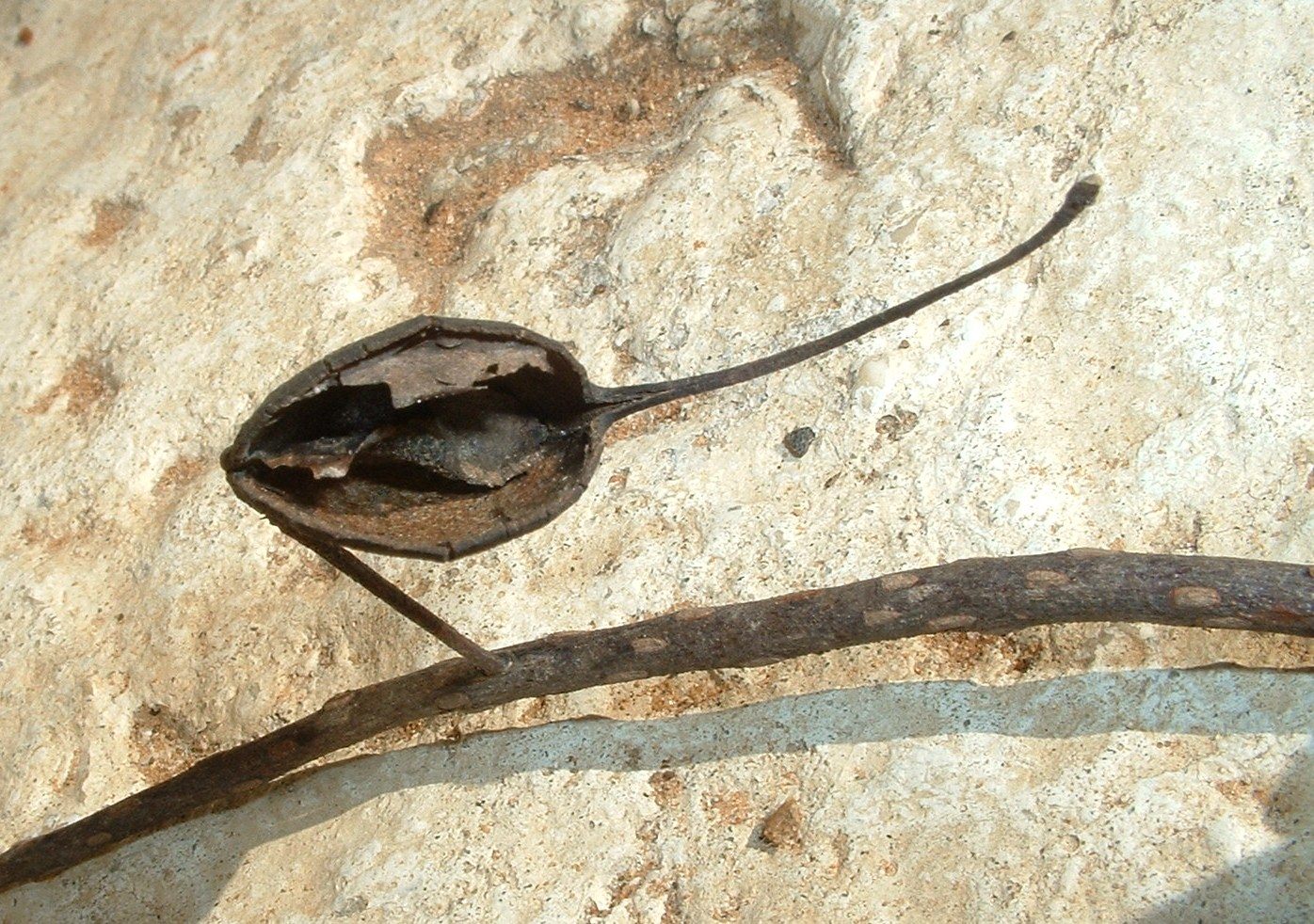
씨앗 꼬투리
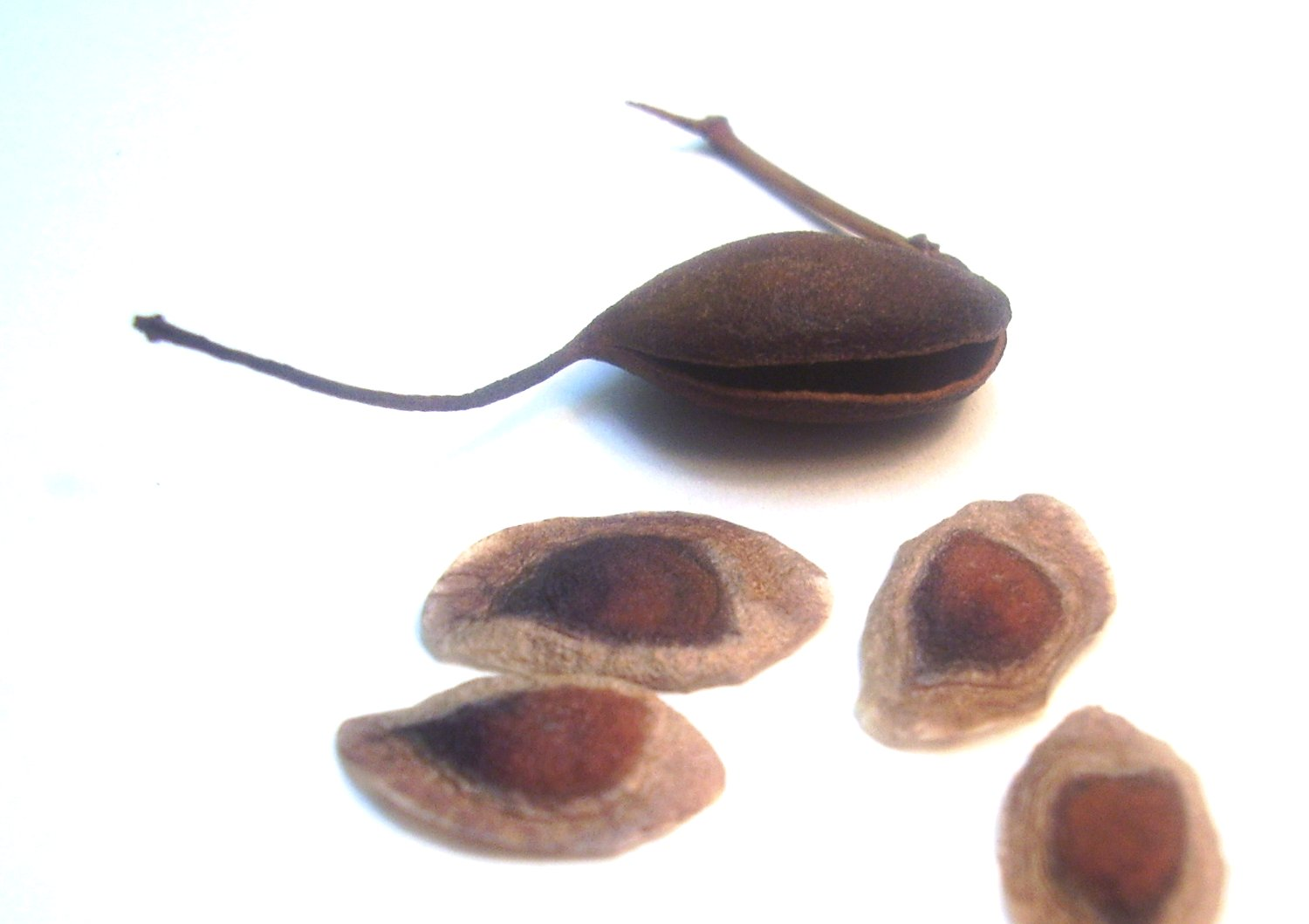
씨앗 꼬투리와 씨앗들
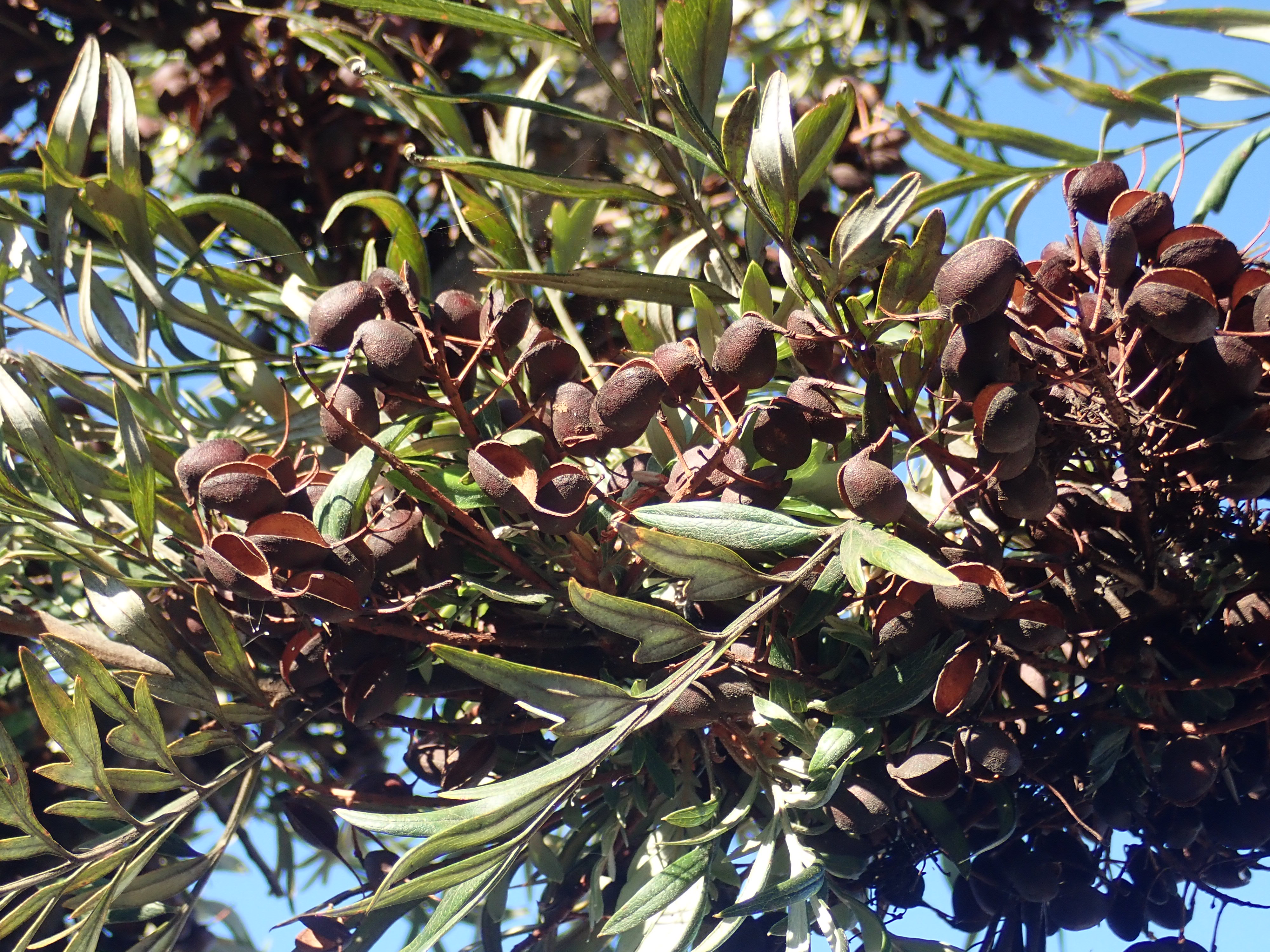
씨앗 꼬투리들
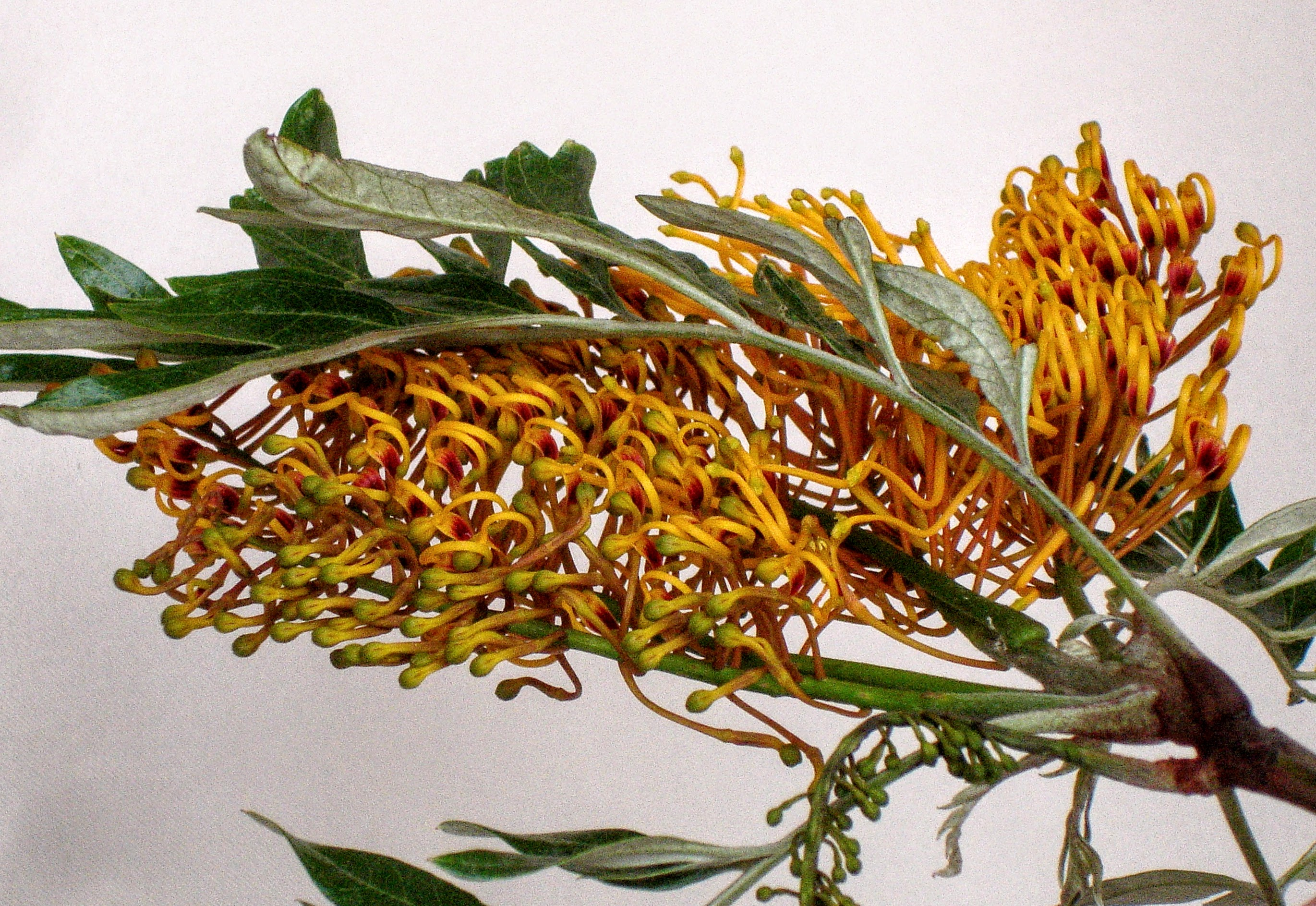
꽃차례가 달린 가지
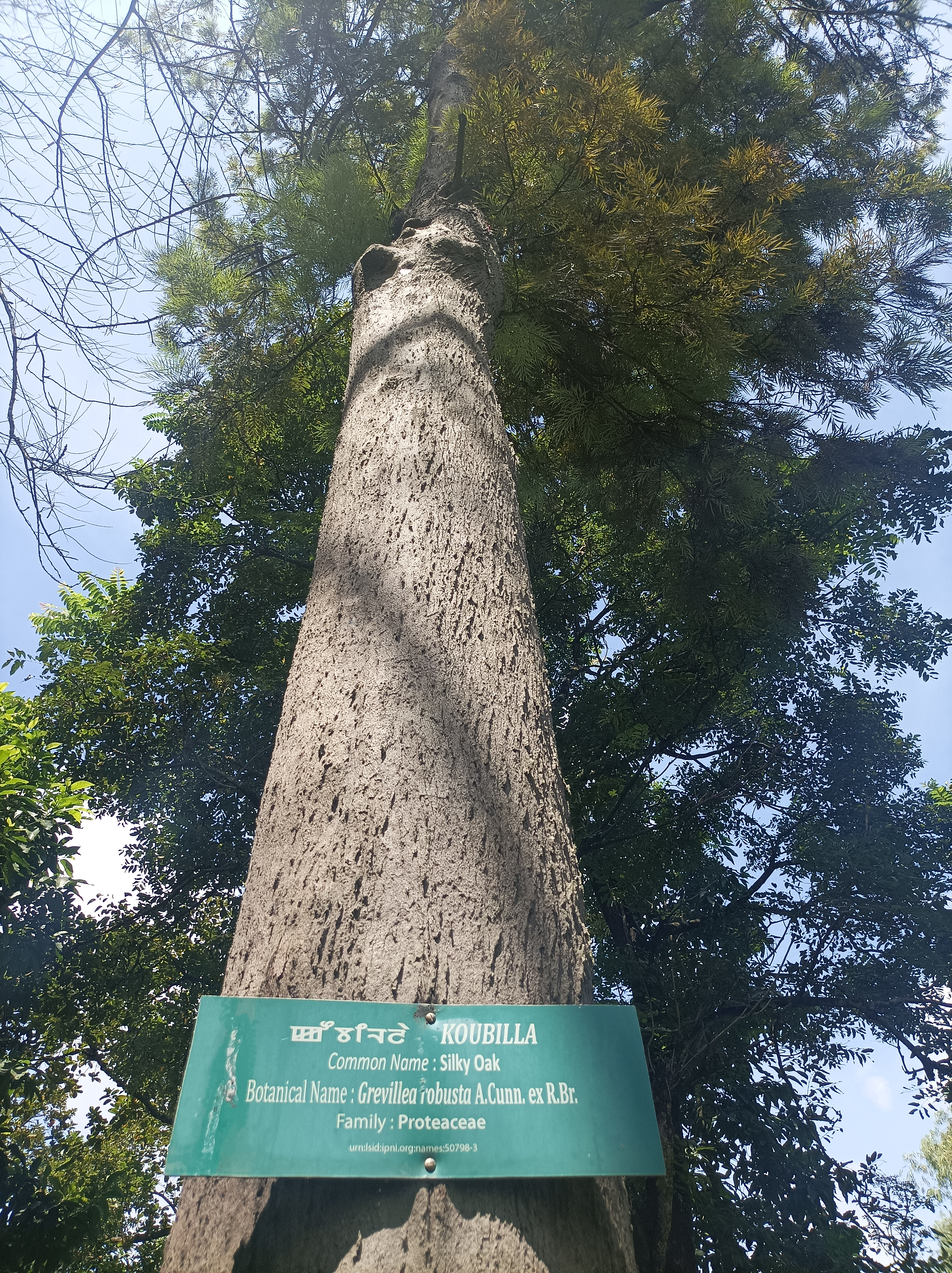
임팔의 캉글라 요새에 식재된 개체목